# Stretham
Stretham es una localidad situada en Cambridgeshire, Inglaterra (Reino Unido). Según el censo de 2011, tiene una población de 1831 habitantes.
Está ubicada al noroeste de la región Este de Inglaterra, al norte de Londres y a poca distancia de las ciudades de Cambridge —la capital del condado— y Rutland.